# Paul B. Preciado
Paul B. Preciado (Burgos, 11 settembre 1970) è uno scrittore e filosofo spagnolo il cui lavoro si concentra su pratiche e teorie in materia di biopolitica, sessualità, pornografia, architettura e teoria queer.

## Biografia
Ha studiato filosofia presso la Pontificia Università di Comillas di Madrid, la New School for Social Research di New York e l'École des Hautes Études en Sciences Sociales di Parigi. Ha conseguito il dottorato in teoria dell'architettura nell'università di Princeton, dove ha ricevuto il premio speciale di gara. Ha conseguito un master in Filosofia e teoria contemporanea di genere a New York. È stato allievo di Ágnes Heller e Jacques Derrida.
Ispirato per la tesi di laurea dal lavoro di Michel Foucault, ha riflettuto su soggettività e identità, partecipando ai vari consessi internazionali. Un suo libro, Manifesto contra-sessuale (2002), tradotto in diverse lingue, è divenuto un punto di riferimento indispensabile per la Teoria queer. Ha lavorato con il MACBA organizzando il seminario Pornografia, postpornografía: politica, estetica e sessuale di rappresentanza (giugno 2003) e Identità minoritarie e rappresentazioni critiche (febbraio-novembre 2004).
Nell'agosto 2009, con Annie Sprinkle, Elizabeth Stephens, Virginie Despentes, Carol Queen, Michelle Tea, Pia Covre, Kyrahm e Julius Kaiser, partecipa all'evento-performance Matrimonio eco-sessuale con il mare, all'interno di The Fear Society - Pabellon de la Urgencia, un progetto collaterale alla Biennale di Venezia.
Nel 2014 ha annunciato pubblicamente di aver intrapreso un percorso di transizione, quindi da gennaio 2015 adotta il nome Paul mantenendo Beatriz come secondo nome. 
Nel maggio 2015, in occasione della sua conferenza pubblica dal titolo The Somapolitical Revolution to come, riceve a Palermo il Premio Nino Gennaro del Sicilia Queer filmfest. Insegna storia politica del corpo, di teoria di genere, e la storia della prestazione nell'Università di Parigi VIII e dal 2014 scrive per Internazionale.

## Filmografia
- Orlando, ma biographie politique (2023)

## Opere
- Preciado Paul B., "Manifesto contra-sessuale ", 2002, pg 160, Editore Il Dito e la Luna (collana Vibrazioni), ISBN 88-86633-21-1.
- Preciado Paul B., "Moltitudini Queer" (Folla, 2004),
- Preciado Paul B., "savoirs-Vampires @ War" (Folla, 2005).
- Preciado Paul B., Dossier: "Mies-conception: la maison Farnsworth et le mystère du placard transparent", 2005.
- Preciado Paul B., "Sex Design" (Centro Pompidou, 2007),
- Preciado Paul B., "Testo junkie. Sexe, drogue et biopolitique", Paris, Grasset, 2008, ISBN 978-2-246-73271-6.
- Preciado Paul B., "Testo tossico. Sesso, Droghe e Biopolitiche nell'Era Farmacopornografica", Fandango libri, 2015, ISBN 978-88-6044-382-3
- Preciado Paul B., "Terror anal" in "El deseo homosexual" di Guy Hocquenghem, Editorial Melusina S.L., 2009, ISBN 84-96614-51-4
- Preciado Paul B., "Pornotopia. Playboy: architettura e sessualità", Fandango libri, 2011, ISBN 978-88-6044-184-3.
- Preciado Paul B., "Un appartamento su Urano. Cronache del transito", Fandango libri, 2019, ISBN 978-88-6044-684-8
- Preciado Paul B., "Sono un mostro che vi parla", Fandango libri, 2021, ISBN 978-88-6044-778-4
- Preciado Paul B., "Dysphoria Mundi", Fandango libri, 2022, ISBN 978-88-6044-802-6